# Abu Ali Bal'ami
Abu Ali Muhammad Bal'ami (en persan : ابو علی محمد), connu sous le nom d'Amirak Bal'ami (امیرک بلعمی) ou de Bal'ami-i Kuchak (بلعمی کوچک : "Bal'ami le Jeune"), est un historien persan du Xe siècle, écrivain et vizir des Samanides. Il est membre de la famille influente Bal'ami.

## Biographie

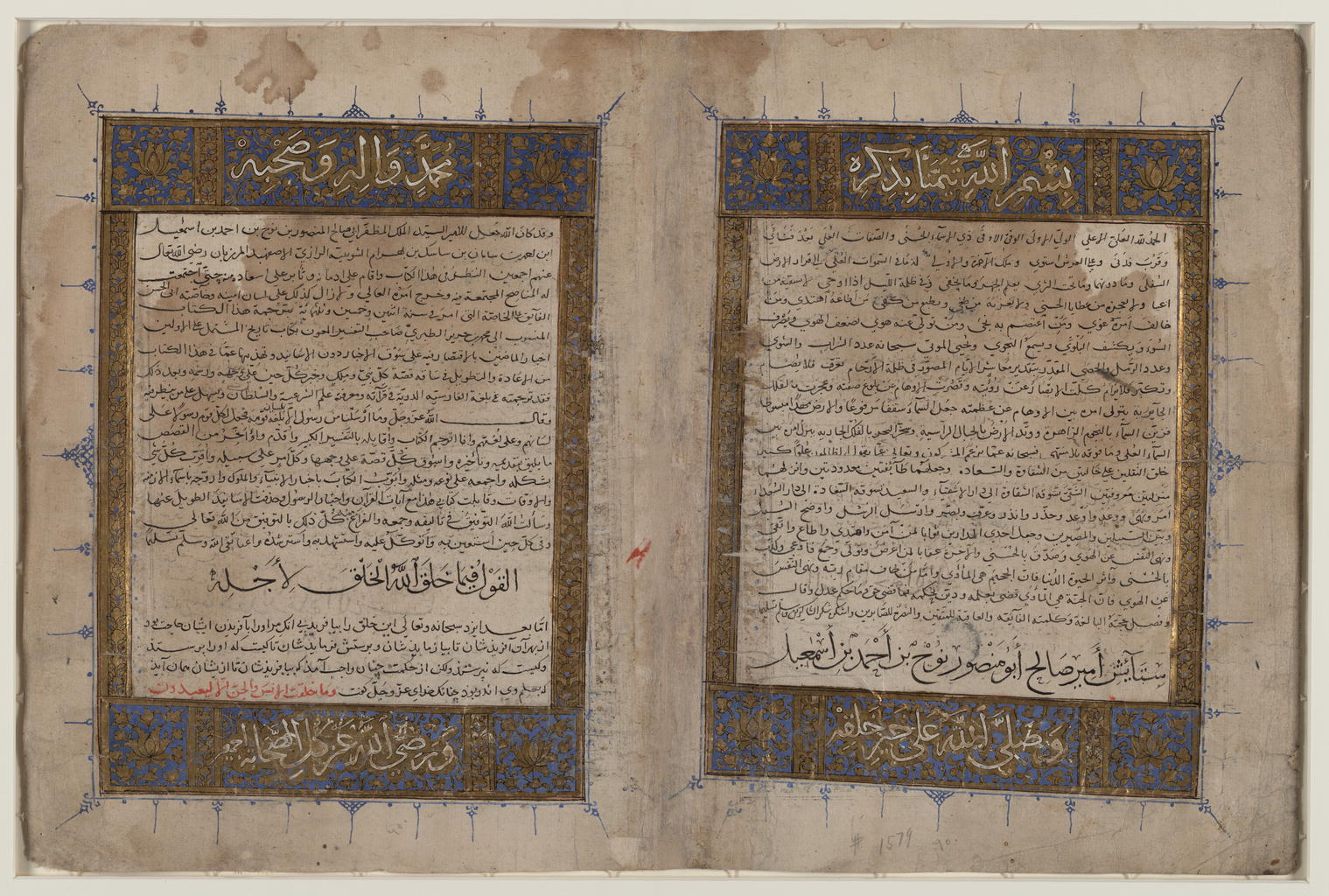
Le Tarikh-i Bal'ami est une traduction persane de l'histoire d'al-Tabari des prophètes et des rois par Muhammad Bal'ami.

Abu Ali Bal'ami est né à Lashjerd, dans le district de Merv, qui faisait alors partie de l'empire samanide. Il était le fils d'Abu'l-Fadl al-Bal'ami (également appelé Bal'ami-i Buzurg : "Bal'ami l'Ancien"). Muhammad Bal'ami a été nommé vizir à la fin du règne d'Abd al-Malik Ier. Il a continué à occuper cette fonction sous Mansur Ier, le successeur d'Abd al-Malik. 

## Œuvres
Vers 963 (355 H), Bal'ami rédige une traduction en perse de la Chronique de Tabari, qui lui vaudra beaucoup de critiques de la part des musulmans sunnites qui voient dans sa version, ouvertement abrégée, une tentative de falsification de l'ouvrage de Tabari. Cette traduction sera à son tour traduite (et plus abrégée encore) en français, en 1867, par l'orientaliste franco-allemand Hermann Zotenberg.